# Amstel Gold Race 2013
La 48e édition de l'Amstel Gold Race a eu lieu le 14 avril 2013. Il s'agit de la 11e épreuve de l'UCI World Tour 2013. Elle a été remportée par le Tchèque Roman Kreuziger (Saxo-Tinkoff) en solitaire devant un peloton d'une quinzaine de coureurs réglé 22 secondes plus tard par l'Espagnol Alejandro Valverde (Movistar) et l'Australien Simon Gerrans (Orica-GreenEDGE) qui complète le podium,,.
Il s'agit de la première classique remporté par Kreuziger et donc sa première ardennaise. Le Suisse Fabian Cancellara (RadioShack-Leopard) absent de la course conserve toutefois sa place de leader de l'UCI World Tour.

## Présentation
Cette Amstel Gold Race est la première des trois classiques ardennaises inscrites à l'UCI World Tour. Elle se déroule trois jours avant la Flèche wallonne et précède d'une semaine Liège-Bastogne-Liège. Contrairement aux éditions de 2003 à 2012, l'arrivée ne se situe plus en haut du Cauberg, mais 1,8 km après son sommet, dans la ville de Fauquemont, afin d'avoir plus de vainqueurs potentiels,,. Les derniers kilomètres seront identiques au dernier championnat du monde remporté par le Belge Philippe Gilbert,.

### Parcours
Après un départ de Maastricht et quelques montées plus ou moins longues et difficiles, la course se dirige vers la première des quatre ascensions de la journée du Cauberg, celui-ci n'étant emprunté que trois fois les précédentes années. S'ensuivent une quinzaine de côtes avant de retrouver de nouveau le Cauberg qui sera suivi successivement par le Geulhemmerberg et le Bemelerberg (nl).
Une fois ce triptyque terminé, il restera environ 70 km à parcourir et dix côtes à franchir dont le difficile Keutenberg situé à 31 km de l'arrivée. Ce dernier est franchi plus loin du final à la suite de l'introduction de la nouvelle boucle Cauberg-Geulhemmerberg-Bemelerberg qui sera de nouveau effectué avec une sortie du Bemelerberg à 7,8 km de Fauquemont. Puis le peloton entamera une dernière ascension du Cauberg avec un sommet situé à 1,8 km du but avant une descente vers la ligne d'arrivée,,,.
- - Début du parcours
  - Debut du premier tour de circuit
  - Fin du premier tour de circuit
  - Deuxième tour de circuit
  - Troisième tour de circuit

Note:Valkenburg est le nom Néerlandais de Fauquemont. Les ascensions réalisées à plusieurs reprises ne sont indiquées qu'une seule fois

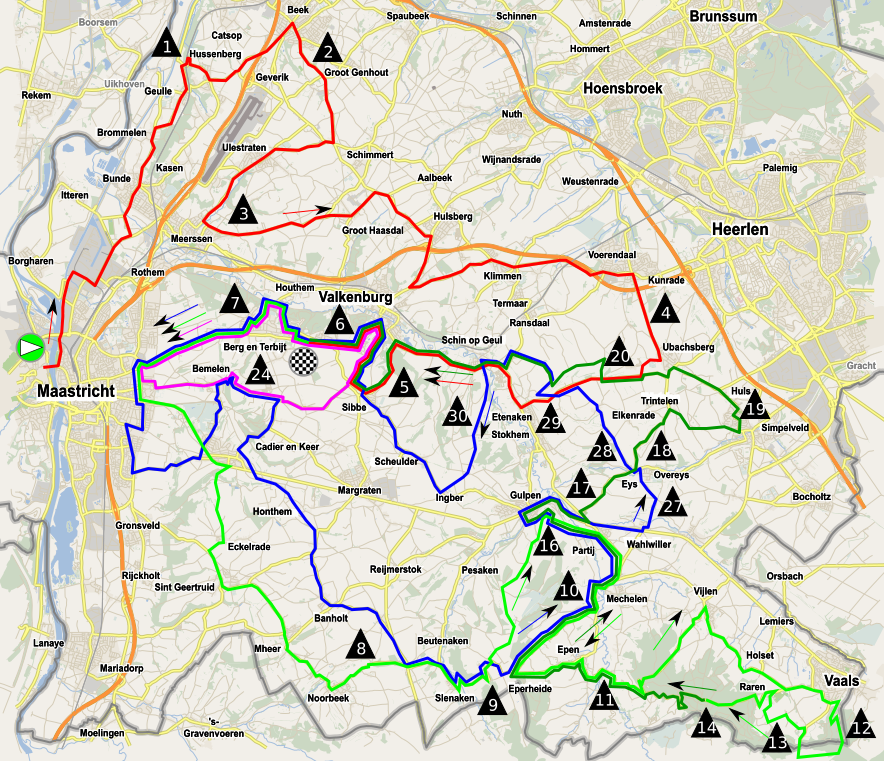
Note:Valkenburg est le nom Néerlandais de Fauquemont. Les ascensions réalisées à plusieurs reprises ne sont indiquées qu'une seule fois

34 côtes sont répertoriés pour cette course :
| Num | Nom                 | km    | Longueur (m) | Pente moyenne | km de l'arrivée |
| --- | ------------------- | ----- | ------------ | ------------- | --------------- |
| 1   | Slingerberg (nl)    | ?     | 1200         | 4,4 %         | ?               |
| 2   | Adsteeg (nl)        | 14,1  | 620          | 4,7 %         | 237,7           |
| 3   | Lange Raarberg (nl) | 22,3  | 1 000        | 4,3 %         | 229,5           |
| 4   | Bergseweg (nl)      | 38    | 2 220        | 3,8 %         | 213,8           |
| 5   | Sibbergrubbe (nl)   | 49,7  | 2 000        | 3,75 %        | 202,1           |
| 6   | Cauberg             | 54,1  | 1 400        | 5,8 %         | 197,7           |
| 7   | Geulhemmerberg      | 58,6  | 1 000        | 5,8 %         | 193,2           |
| 8   | Wolfsberg (nl)      | 78,1  | 500          | 5,8 %         | 173,7           |
| 9   | Loorberg (nl)       | 81,2  | 1 600        | 5,1 %         | 170,6           |
| 10  | Schweiberg (nl)     | 92,5  | 3 00         | 3,7 %         | 159,3           |
| 11  | Camerig (nl)        | 98,9  | 3 600        | 7 %           | 152,9           |
| 12  | Vaalserberg         | 109,5 | 2 600        | 4,2 %         | 142,3           |
| 13  | Gemmenicherweg (nl) | 114   | 2 000        | 5,4 %         | 137,8           |
| 14  | Vijlenerbos (nl)    | 117,8 | 1 800        | 5,1 %         | 134             |
| 15  | Eperheide (nl)      | 126,5 | 2 300        | 4,5 %         | 125,3           |
| 16  | Gulperberg (nl)     | 135,1 | 700          | 8,1 %         | 116,7           |
| 17  | Plettenberg (nl)    | 138,6 | 1 200        | 3,7 %         | 113,2           |
| 18  | Eyserweg (nl)       | 140,7 | 2 100        | 4,4 %         | 111,1           |
| 19  | Huls (nl)           | 145,2 | 900          | 8,3 %         | 106,6           |
| 20  | Vrakelberg (nl)     | 150,5 | 600          | 7,7 %         | 101,3           |
| 21  | Sibbergrubbe (nl)   | 158,2 | 2000         | 3,75 %        | 93,6            |
| 22  | Cauberg             | 162,6 | 1 400        | 5,8 %         | 89,2            |
| 23  | Geulhemmerberg      | 167,2 | 1 000        | 5,8 %         | 84,6            |
| 24  | Bemelerberg (nl)    | 180,3 | 900          | 5 %           | 71,5            |
| 25  | Loorberg (nl)       | 195,6 | 1 500        | 5,5 %         | 56,2            |
| 26  | Gulperberg (nl)     | 205,1 | 700          | 8,1 %         | 46,7            |
| 27  | Kruisberg           | 210,5 | 800          | 7,5 %         | 41,3            |
| 28  | Eyserbosweg         | 212,4 | 1 100        | 8,1 %         | 39,4            |
| 29  | Fromberg (nl)       | 216,2 | 1 600        | 4 %           | 35,6            |
| 30  | Keutenberg          | 220,7 | 700          | 9,4 %         | 31,1            |
| 31  | Cauberg             | 230,7 | 1 400        | 5,8 %         | 21,1            |
| 32  | Geulhemmerberg      | 235,5 | 1 000        | 6,2 %         | 16,3            |
| 33  | Bemelerberg (nl)    | 244   | 900          | 5 %           | 7,8             |
| 34  | Cauberg             | 249,2 | 1 400        | 5,8 %         | 2,6             |

### Équipes
L'organisateur a tout d'abord communiqué la présence des formations NetApp-Endura et Katusha le 7 février 2013, avant que cette dernière ne soit réintégrée à l'UCI World Tour par à une décision du Tribunal arbitral du sport le 15 février 2013. Le 9 mars 2013, les noms de quatre autres équipes invitées sont annoncés, ainsi Crelan-Euphony, Europcar, IAM et Topsport Vlaanderen-Baloise seront également au départ, puis la formation Accent Jobs-Wanty reçoit également une invitation le 27 mars 2013,. 25 équipes participent à cette Amstel Gold Race - 19 ProTeams et 6 équipes continentales professionnelles :
| Nom de l'équipe         | Pays        | Code |
| ----------------------- | ----------- | ---- |
| AG2R La Mondiale        | France      | ALM  |
| Argos-Shimano           | Pays-Bas    | ARG  |
| Astana                  | Kazakhstan  | AST  |
| Blanco                  | Pays-Bas    | BLA  |
| BMC Racing              | États-Unis  | BMC  |
| Cannondale              | Italie      | CAN  |
| Euskaltel Euskadi       | Espagne     | EUS  |
| FDJ                     | France      | FDJ  |
| Garmin-Sharp            | États-Unis  | GRS  |
| Katusha                 | Russie      | KAT  |
| Lampre-Merida           | Italie      | LAM  |
| Lotto-Belisol           | Belgique    | LTB  |
| Movistar                | Espagne     | MOV  |
| Omega Pharma-Quick Step | Belgique    | OPQ  |
| Orica-GreenEDGE         | Australie   | OGE  |
| RadioShack-Leopard      | Luxembourg  | RLT  |
| Saxo-Tinkoff            | Danemark    | TST  |
| Sky                     | Royaume-Uni | SKY  |
| Vacansoleil-DCM         | Pays-Bas    | VCD  |

| Nom de l'équipe             | Pays      | Code |
| --------------------------- | --------- | ---- |
| Accent Jobs-Wanty           | Belgique  | AJW  |
| Crelan-Euphony              | Belgique  | CRE  |
| Europcar                    | France    | EUC  |
| IAM                         | Suisse    | IAM  |
| NetApp-Endura               | Allemagne | TNE  |
| Topsport Vlaanderen-Baloise | Belgique  | TSV  |

### Favoris
Malgré une arrivée modifiée par rapport aux autres années et les nombreux scénarios possibles,,, les deux principaux favoris de cette édition sont le Belge Philippe Gilbert (BMC Racing), et le Slovaque Peter Sagan (Cannondale),,,, qui ont fini aux deux premières places de la récente Flèche brabançonne au cours de laquelle Sagan s'est imposé de quelques centimètres,. Il a également remporté pas moins de huit courses en 2013 dont Gand-Wevelgem mais a aussi terminé à la deuxième place du Tour des Flandres. Gilbert, double vainqueur de l'épreuve en 2010 et 2011, est aussi le champion du monde en titre sur une fin de parcours identique à celle de cette Amstel Gold Race.
D'autres sérieux prétendants à la victoire sont les Espagnols Joaquim Rodríguez (Katusha) et Alejandro Valverde (Movistar), l'Australien Simon Gerrans (Orica-GreenEDGE), troisième de l'Amstel Gold Race 2011, le duo de l'équipe Sky composé du Colombien Sergio Henao et du Norvégien Edvald Boasson Hagen, deuxième derrière Gilbert au mondial.
L'Italien Enrico Gasparotto (Astana) tenant du titre, les Belges Greg Van Avermaet (BMC Racing), Jelle Vanendert (Lotto-Belisol), Gianni Meersman (Omega Pharma-Quick Step) et Björn Leukemans (Vacansoleil-DCM), les Français Thomas Voeckler (Europcar) et Tony Gallopin (RadioShack-Leopard), le Colombien Nairo Quintana (Movistar) et l'Irlandais Daniel Martin (Garmin-Sharp) font aussi partie des outsiders,.

## Récit de la course
Vingt-cinq équipes inscrivent huit coureurs, sauf la formation française FDJ qui n'en compte que sept, ce qui fait un total de 199 coureurs au départ de la course.
L'épreuve, courue par un temps clément, débute avec cinq coureurs qui s'échappent, ainsi on retrouve les Belges Tim De Troyer (Accent Jobs-Wanty), Arthur Vanoverberghe (Topsport Vlaanderen-Baloise) et Johan Vansummeren (Garmin-Sharp), l'Espagnol Mikel Astarloza (Euskaltel Euskadi) et le Moldave Alexandr Pliuschin (IAM) à l'avant. Ils prennent rapidement plus de 5 min d'avance sur le peloton après 40 km de course tandis que deux autres coureurs s'extirpent de celui-ci : le Français Nicolas Vogondy (Accent Jobs-Wanty) et un autre Belge Klaas Sys (Crelan-Euphony). Le duo recolle facilement aux cinq échappées et les sept hommes possèdent 11 min de bénéfice à 170 km de l'arrivée sur un peloton mené par les formations Cannondale et Blanco.
Une chute d'une quinzaine de coureurs intervient dans le peloton à 94 km du but dont sont concernés, un des favoris le Belge Philippe Gilbert (BMC Racing), le Portugais Rui Costa (Movistar), le Français Thomas Voeckler (Europcar) et le Luxembourgeois Andy Schleck (RadioShack-Leopard), ce dernier abandonnera quelques kilomètres plus tard. En conséquence, un groupe d'une vingtaine de coureurs, dont on recense les victimes de la chute et ceux qui ont été retardés comme le deuxième grand favori de l'épreuve le Slovaque Peter Sagan (Cannondale), ont pris du retard sur un peloton mené à vive allure par la formation Blanco au courant de l'identité des retardataires. Un regroupement s'opère cependant entre les deux pelotons à 70 km de l'arrivée avec un écart entre les échappés et les autres coureurs de 6 min 30 s.
Alors que les formations Movistar, Katusha et Omega Pharma-Quick Step roulent en tête de peloton, Astarloza, Pliuschin et Vansummeren se détachent de leurs quatre compagnons d'échappées à 50 km du final, puis Astarloza s'en va seul dans le Gulperberg (nl) quelques kilomètres plus loin. Dans le peloton une nouvelle chute intervient et met à terre un outsider, l'Espagnol Joaquim Rodríguez (Katusha), qui abandonnera plus loin. Dans l'Eyserbosweg, le Néerlandais Pieter Weening (Orica-GreenEDGE) attaque suivi par le Norvégien Lars Petter Nordhaug (Blanco). Un autre groupe composé du coéquipier de Nordhaug l'Australien David Tanner, de l'Ukrainien Andriy Grivko (Astana) et de l'Ouzbek Sergueï Lagoutine (Vacansoleil-DCM) revient également. Lagoutine lâche prise et les quatre coureurs qui ont repris Pliuschin forment un groupe de chasse derrière Astarloza qui possède 1 min 30 s d'avance sur eux et 2 min 10 s sur le peloton à 25 km de l'arrivée. Puis 5 km plus loin, les écarts sont respectivement de 1 min et 2 min en faveur d'Astarloza.
Dans la troisième et avant-dernière ascension du Cauberg à 21 km de la ligne d’arrivée, l'équipe BMC Racing roule à bloc et fait exploser le peloton. Cependant l'Italien Marco Marcato (Vacansoleil-DCM) accélère et emmène avec lui le Tchèque Roman Kreuziger (Saxo-Tinkoff). Le duo fait la jonction avec le reste des échappés qui reprend aussitôt Astarloza alors qu'un autre Italien Giampaolo Caruso (Katusha) revient également à l'avant. La formation BMC Racing relâche leur effort, de ce fait un coureur de l'équipe Cannondale roule à l'avant du peloton pour faire réduire l'écart qui est de 27 s à 11 km de la ligne située à Fauquemont. Un kilomètre plus loin, Grivko attaque mais se fait contrer par Nordhaug puis à 7 km de l'arrivée c'est Kreuziger qui prend quelques longueurs d'avance sur ses compagnons de têtes. Dans le peloton c'est le Canadien Ryder Hesjedal (Garmin-Sharp) qui s'enfuit à son tour et rattrape les coureurs échappés.
Kreuziger attaque le Cauberg seul avec 15 s sur ses poursuivants et 30 s sur le peloton. Dans celui-ci Gilbert attaque pour réitérer son coup lors de sa victoire sur le dernier mondial mais l'Australien Simon Gerrans (Orica-GreenEDGE) puis l'Espagnol Alejandro Valverde (Movistar) sautent dans sa roue. Tous les échappés se font tous rattraper sauf Kreuziger toujours en tête. Gilbert, sans se retourner, accélère et s'en va seul alors que Kreuziger bascule au sommet avec une poignée de secondes d'avance sur le champion du monde. Gilbert se fait reprendre dans la descente par Valverde et Gerrans avec que le trio ne subisse le même tour par un peloton d'une quinzaine de coureurs mais trop tard pour eux puisque Kreuziger s'impose en solitaire pour sa première classique. Valverde règle le peloton, avec 22 s de retard, pour la deuxième place devant Gerrans, Gilbert finissant cinquième,,,,,.

## Classement final
|    | Coureur                  | Équipe                  |    | Temps           | Points UCI |
| -- | ------------------------ | ----------------------- | -- | --------------- | ---------- |
| 1  | Roman Kreuziger (CZE)    | Saxo-Tinkoff            | en | 6 h 35 min 21 s | 80         |
| 2  | Alejandro Valverde (ESP) | Movistar                | +  | 22 s            | 60         |
| 3  | Simon Gerrans (AUS)      | Orica-GreenEDGE         |    | 22 s            | 50         |
| 4  | Michał Kwiatkowski (POL) | Omega Pharma-Quick Step |    | 22 s            | 40         |
| 5  | Philippe Gilbert (BEL)   | BMC Racing              |    | 22 s            | 30         |
| 6  | Sergio Henao (COL)       | Sky                     |    | 22 s            | 22         |
| 7  | Björn Leukemans (BEL)    | Vacansoleil-DCM         |    | 22 s            | 14         |
| 8  | Pieter Weening (NED)     | Orica-GreenEDGE         |    | 22 s            | 10         |
| 9  | Enrico Gasparotto (ITA)  | Astana                  |    | 22 s            | 6          |
| 10 | Bauke Mollema (NED)      | Blanco                  |    | 22 s            | 2          |

## Liste des participants
- Liste de départ complète

| Légende | Légende                                                                    | Légende | Légende                                                    |
| ------- | -------------------------------------------------------------------------- | ------- | ---------------------------------------------------------- |
| Num     | Dossard de départ porté par le coureur sur cette Amstel Gold Race          | Pos     | Position à l'arrivée de la course                          |
|         | Indique un maillot de champion national ou mondial, suivi de sa spécialité | NP      | Indique un coureur qui n'a pas pris le départ de la course |
| AB      | Indique un coureur qui n'a pas terminé la course                           | HD      | Indique un coureur qui a terminé la course hors des délais |

| Astana AST | Astana AST                  | Astana AST |
| ---------- | --------------------------- | ---------- |
| Num        | Coureur                     | Pos        |
| 1          | Enrico Gasparotto (ITA)     | 9e         |
| 2          | Jakob Fuglsang (DEN)        | 17e        |
| 3          | Francesco Gavazzi (ITA)     | 20e        |
| 4          | Andriy Grivko (UKR) (Route) | 35e        |
| 5          | Maxim Iglinskiy (KAZ)       | 32e        |
| 6          | Alexey Lutsenko (KAZ)       | AB         |
| 7          | Simone Ponzi (ITA)          | 37e        |
| 8          | Kevin Seeldraeyers (BEL)    | AB         |

| AG2R La Mondiale ALM | AG2R La Mondiale ALM    | AG2R La Mondiale ALM |
| -------------------- | ----------------------- | -------------------- |
| Num                  | Coureur                 | Pos                  |
| 11                   | Romain Bardet (FRA)     | 48e                  |
| 12                   | Julien Bérard (FRA)     | 23e                  |
| 13                   | Carlos Betancur (COL)   | AB                   |
| 14                   | Steve Chainel (FRA)     | AB                   |
| 15                   | Mikaël Cherel (FRA)     | 41e                  |
| 16                   | Blel Kadri (FRA)        | AB                   |
| 17                   | Matteo Montaguti (ITA)  | 69e                  |
| 18                   | Rinaldo Nocentini (ITA) | AB                   |

| Blanco BLA | Blanco BLA                 | Blanco BLA |
| ---------- | -------------------------- | ---------- |
| Num        | Coureur                    | Pos        |
| 21         | Lars Boom (NED)            | AB         |
| 22         | Paul Martens (GER)         | 30e        |
| 23         | Bauke Mollema (NED)        | 10e        |
| 24         | Lars Petter Nordhaug (NOR) | 15e        |
| 25         | Tom-Jelte Slagter (NED)    | 85e        |
| 26         | Bram Tankink (NED)         | 92e        |
| 27         | David Tanner (AUS)         | 52e        |
| 28         | Laurens ten Dam (NED)      | 44e        |

| BMC Racing BMC | BMC Racing BMC                 | BMC Racing BMC |
| -------------- | ------------------------------ | -------------- |
| Num            | Coureur                        | Pos            |
| 31             | Marcus Burghardt (GER)         | 56e            |
| 32             | Philippe Gilbert (BEL) (Route) | 5e             |
| 33             | Martin Kohler (SUI) (Route)    | AB             |
| 34             | Klaas Lodewyck (BEL)           | AB             |
| 35             | Amaël Moinard (FRA)            | 59e            |
| 36             | Daniel Oss (ITA)               | AB             |
| 37             | Michael Schär (SUI)            | AB             |
| 38             | Greg Van Avermaet (BEL)        | 16e            |

| Cannondale CAN | Cannondale CAN             | Cannondale CAN |
| -------------- | -------------------------- | -------------- |
| Num            | Coureur                    | Pos            |
| 41             | Stefano Agostini (ITA)     | AB             |
| 42             | Damiano Caruso (ITA)       | 66e            |
| 43             | Alessandro De Marchi (ITA) | 67e            |
| 44             | Michel Koch (GER)          | AB             |
| 45             | Moreno Moser (ITA)         | AB             |
| 46             | Maciej Paterski (POL)      | 84e            |
| 47             | Daniele Ratto (ITA)        | AB             |
| 48             | Peter Sagan (SVK) (Route)  | 36e            |

| Euskaltel Euskadi EUS | Euskaltel Euskadi EUS | Euskaltel Euskadi EUS |
| --------------------- | --------------------- | --------------------- |
| Num                   | Coureur               | Pos                   |
| 51                    | Igor Antón (ESP)      | 31e                   |
| 52                    | Mikel Astarloza (ESP) | 49e                   |
| 53                    | Gorka Izagirre (ESP)  | AB                    |
| 54                    | Ion Izagirre (ESP)    | AB                    |
| 55                    | Mikel Landa (ESP)     | AB                    |
| 56                    | Miguel Mínguez (ESP)  | AB                    |
| 57                    | Rubén Pérez (ESP)     | AB                    |
| 58                    | Romain Sicard (FRA)   | AB                    |

| FDJ | FDJ                          | FDJ |
| --- | ---------------------------- | --- |
| Num | Coureur                      | Pos |
| 61  | William Bonnet (FRA)         | 91e |
| 62  | Nacer Bouhanni (FRA) (Route) | AB  |
| 63  | David Boucher (FRA)          | AB  |
| 64  | Murilo Fischer (BRA)         | AB  |
| 65  | Dominique Rollin (CAN)       | AB  |
| 66  |                              |     |
| 67  | Benoît Vaugrenard (FRA)      | 22e |
| 68  | Arthur Vichot (FRA)          | 68e |

| Katusha KAT | Katusha KAT                   | Katusha KAT |
| ----------- | ----------------------------- | ----------- |
| Num         | Coureur                       | Pos         |
| 71          | Giampaolo Caruso (ITA)        | 11e         |
| 72          | Alexandr Kolobnev (RUS)       | 19e         |
| 73          | Alberto Losada (ESP)          | AB          |
| 74          | Daniel Moreno (ESP)           | 21e         |
| 75          | Joaquim Rodríguez (ESP)       | AB          |
| 76          | Simon Špilak (SLO)            | AB          |
| 77          | Ángel Vicioso (ESP)           | AB          |
| 78          | Eduard Vorganov (RUS) (Route) | AB          |

| Lampre-Merida LAM | Lampre-Merida LAM         | Lampre-Merida LAM |
| ----------------- | ------------------------- | ----------------- |
| Num               | Coureur                   | Pos               |
| 81                | Matteo Bono (ITA)         | AB                |
| 82                | Davide Cimolai (ITA)      | AB                |
| 83                | Damiano Cunego (ITA)      | 43e               |
| 84                | Manuele Mori (ITA)        | 40e               |
| 85                | Daniele Pietropolli (ITA) | 33e               |
| 86                | Simone Stortoni (ITA)     | AB                |
| 87                | Diego Ulissi (ITA)        | 25e               |
| 88                | Massimo Graziato (ITA)    | AB                |

| Lotto-Belisol LTB | Lotto-Belisol LTB         | Lotto-Belisol LTB |
| ----------------- | ------------------------- | ----------------- |
| Num               | Coureur                   | Pos               |
| 91                | Dirk Bellemakers (NED)    | AB                |
| 92                | Gaëtan Bille (BEL)        | AB                |
| 93                | Brian Bulgaç (NED)        | AB                |
| 94                | Bart De Clercq (BEL)      | 70e               |
| 95                | Jurgen Van de Walle (BEL) | AB                |
| 96                | Tosh Van der Sande (BEL)  | AB                |
| 97                | Dennis Vanendert (BEL)    | AB                |
| 98                | Jelle Vanendert (BEL)     | 13e               |

| Movistar MOV | Movistar MOV             | Movistar MOV |
| ------------ | ------------------------ | ------------ |
| Num          | Coureur                  | Pos          |
| 101          | Andrey Amador (CRC)      | 42e          |
| 102          | Nairo Quintana (COL)     | AB           |
| 103          | Imanol Erviti (ESP)      | AB           |
| 104          | Rui Costa (POR)          | AB           |
| 105          | Ángel Madrazo (ESP)      | AB           |
| 106          | Pablo Lastras (ESP)      | AB           |
| 107          | Alejandro Valverde (ESP) | 2e           |
| 108          | Giovanni Visconti (ITA)  | 61e          |

| Omega Pharma-Quick Step OPQ | Omega Pharma-Quick Step OPQ | Omega Pharma-Quick Step OPQ |
| --------------------------- | --------------------------- | --------------------------- |
| Num                         | Coureur                     | Pos                         |
| 111                         | Martin Velits (SVK)         | AB                          |
| 112                         | Michał Kwiatkowski (POL)    | 4e                          |
| 113                         | Gianni Meersman (BEL)       | 89e                         |
| 114                         | Jérôme Pineau (BEL)         | 45e                         |
| 115                         | Pieter Serry (BEL)          | 57e                         |
| 116                         | Niki Terpstra (NED) (Route) | AB                          |
| 117                         | Kristof Vandewalle (BEL)    | 53e                         |
| 118                         | Peter Velits (SVK)          | 34e                         |

| Orica-GreenEDGE OGE | Orica-GreenEDGE OGE     | Orica-GreenEDGE OGE |
| ------------------- | ----------------------- | ------------------- |
| Num                 | Coureur                 | Pos                 |
| 121                 | Michael Albasini (SUI)  | 55e                 |
| 122                 | Simon Clarke (AUS)      | 46e                 |
| 123                 | Simon Gerrans (AUS)     | 3e                  |
| 124                 | Daryl Impey (RSA)       | 51e                 |
| 125                 | Michael Matthews (AUS)  | AB                  |
| 126                 | Christian Meier (CAN)   | AB                  |
| 127                 | Wesley Sulzberger (AUS) | AB                  |
| 128                 | Pieter Weening (NED)    | 8e                  |

| Sky SKY | Sky SKY                            | Sky SKY |
| ------- | ---------------------------------- | ------- |
| Num     | Coureur                            | Pos     |
| 131     | Edvald Boasson Hagen (NOR) (Route) | AB      |
| 132     | Mathew Hayman (AUS)                | 90e     |
| 133     | Sergio Henao (COL)                 | 6e      |
| 134     | Joshua Edmondson (GBR)             | 96e     |
| 135     | Vasil Kiryienka (BLR)              | AB      |
| 136     | Salvatore Puccio (ITA)             | AB      |
| 137     | Jonathan Tiernan-Locke (GBR)       | AB      |
| 138     | Rigoberto Urán (COL)               | AB      |

| Argos-Shimano ARG | Argos-Shimano ARG                 | Argos-Shimano ARG |
| ----------------- | --------------------------------- | ----------------- |
| Num               | Coureur                           | Pos               |
| 141               | Roy Curvers (NED)                 | 87e               |
| 142               | Tom Dumoulin (NED)                | 62e               |
| 143               | Koen de Kort (NED)                | AB                |
| 144               | Johannes Fröhlinger (GER)         | AB                |
| 145               | Simon Geschke (GER)               | 18e               |
| 146               | Reinardt Janse van Rensburg (RSA) | AB                |
| 147               | François Parisien (CAN)           | 76e               |
| 148               | Albert Timmer (NED)               | 93e               |

| Garmin-Sharp GRS | Garmin-Sharp GRS             | Garmin-Sharp GRS |
| ---------------- | ---------------------------- | ---------------- |
| Num              | Coureur                      | Pos              |
| 151              | Thomas Dekker (NED)          | 86e              |
| 152              | Ryder Hesjedal (CAN)         | 26e              |
| 153              | Alex Howes (USA)             | AB               |
| 154              | Michel Kreder (NED)          | 74e              |
| 155              | Daniel Martin (IRL)          | AB               |
| 156              | Nathan Haas (AUS)            | 75e              |
| 157              | Johan Vansummeren (BEL)      | 94e              |
| 158              | Fabian Wegmann (GER) (Route) | 12e              |

| RadioShack-Leopard RLT | RadioShack-Leopard RLT | RadioShack-Leopard RLT |
| ---------------------- | ---------------------- | ---------------------- |
| Num                    | Coureur                | Pos                    |
| 161                    | Matthew Busche (USA)   | 65e                    |
| 162                    | Benjamin King (USA)    | AB                     |
| 163                    | Tony Gallopin (FRA)    | 39e                    |
| 164                    | Ben Hermans (BEL)      | 29e                    |
| 165                    | Maxime Monfort (BEL)   | 63e                    |
| 166                    | Thomas Rohregger (AUT) | AB                     |
| 167                    | Andy Schleck (LUX)     | AB                     |
| 168                    | Haimar Zubeldia (ESP)  | 47e                    |

| Saxo-Tinkoff TST | Saxo-Tinkoff TST           | Saxo-Tinkoff TST |
| ---------------- | -------------------------- | ---------------- |
| Num              | Coureur                    | Pos              |
| 171              | Roman Kreuziger (CZE)      | 1er              |
| 172              | Karsten Kroon (NED)        | 73e              |
| 173              | Marko Kump (SLO)           | AB               |
| 174              | Jay McCarthy (AUS)         | AB               |
| 175              | Nicolas Roche (IRL)        | AB               |
| 176              | Chris Anker Sørensen (DEN) | 38e              |
| 177              | Nicki Sørensen (DEN)       | 14e              |
| 178              | Rory Sutherland (AUS)      | AB               |

| Vacansoleil-DCM VCD | Vacansoleil-DCM VCD             | Vacansoleil-DCM VCD |
| ------------------- | ------------------------------- | ------------------- |
| Num                 | Coureur                         | Pos                 |
| 181                 | Maurits Lammertink (NED)        | 88e                 |
| 182                 | Sergueï Lagoutine (UZB) (Route) | 28e                 |
| 183                 | Björn Leukemans (BEL)           | 7e                  |
| 184                 | Pim Ligthart (NED)              | 77e                 |
| 185                 | Bert-Jan Lindeman (NED)         | AB                  |
| 186                 | Marco Marcato (ITA)             | 54e                 |
| 187                 | Rob Ruijgh (NED)                | 72e                 |
| 188                 | Mirko Selvaggi (ITA)            | AB                  |

| Accent Jobs-Wanty AJW | Accent Jobs-Wanty AJW   | Accent Jobs-Wanty AJW |
| --------------------- | ----------------------- | --------------------- |
| Num                   | Coureur                 | Pos                   |
| 191                   | Steven Caethoven (BEL)  | AB                    |
| 192                   | Tim De Troyer (BEL)     | AB                    |
| 193                   | Grégory Habeaux (BEL)   | AB                    |
| 194                   | Will Routley (CAN)      | AB                    |
| 195                   | Staf Scheirlinckx (BEL) | AB                    |
| 196                   | Stefan van Dijk (NED)   | AB                    |
| 197                   | Jurgen Van Goolen (BEL) | AB                    |
| 198                   | Nicolas Vogondy (FRA)   | 98e                   |

| Crelan-Euphony CRE | Crelan-Euphony CRE        | Crelan-Euphony CRE |
| ------------------ | ------------------------- | ------------------ |
| Num                | Coureur                   | Pos                |
| 201                | Maxime Vantomme (BEL)     | 60e                |
| 202                | Sébastien Delfosse (BEL)  | 82e                |
| 203                | Gilles Devillers (BEL)    | 97e                |
| 204                | Reinier Honig (NED)       | AB                 |
| 205                | Kevin Claeys (BEL)        | AB                 |
| 206                | Egidijus Juodvalkis (LTU) | 83e                |
| 207                | Christophe Prémont (BEL)  | AB                 |
| 208                | Klaas Sys (BEL)           | AB                 |

| IAM | IAM                              | IAM |
| --- | -------------------------------- | --- |
| Num | Coureur                          | Pos |
| 211 | Matthias Brändle (AUT)           | 78e |
| 212 | Stefan Denifl (AUT)              | 79e |
| 213 | Martin Elmiger (SUI)             | 50e |
| 214 | Pirmin Lang (SUI)                | AB  |
| 215 | Marco Bandiera (ITA)             | AB  |
| 216 | Kristof Goddaert (BEL)           | AB  |
| 217 | Alexandr Pliuschin (MDA) (Route) | 71e |
| 218 | Reto Hollenstein (SUI)           | 64e |

| NetApp-Endura TNE | NetApp-Endura TNE          | NetApp-Endura TNE |
| ----------------- | -------------------------- | ----------------- |
| Num               | Coureur                    | Pos               |
| 221               | Cesare Benedetti (ITA)     | 81e               |
| 222               | Bartosz Huzarski (POL)     | AB                |
| 223               | David de la Cruz (ESP)     | AB                |
| 224               | Russell Downing (GBR)      | AB                |
| 225               | Scott Thwaites (GBR)       | AB                |
| 226               | Daniel Schorn (AUT)        | AB                |
| 227               | Paul Voss (GER)            | 27e               |
| 228               | Alexander Wetterhall (SWE) | AB                |

| Europcar EUC | Europcar EUC           | Europcar EUC |
| ------------ | ---------------------- | ------------ |
| Num          | Coureur                | Pos          |
| 231          | Yukiya Arashiro (JPN)  | 24e          |
| 232          | Tony Hurel (FRA)       | AB           |
| 233          | Vincent Jérôme (FRA)   | 80e          |
| 234          | Davide Malacarne (ITA) | AB           |
| 235          | Kévin Réza (FRA)       | AB           |
| 236          | Björn Thurau (GER)     | AB           |
| 237          | Angélo Tulik (FRA)     | AB           |
| 238          | Thomas Voeckler (FRA)  | AB           |

| Topsport Vlaanderen-Balosie TSV | Topsport Vlaanderen-Balosie TSV | Topsport Vlaanderen-Balosie TSV |
| ------------------------------- | ------------------------------- | ------------------------------- |
| Num                             | Coureur                         | Pos                             |
| 241                             | Sander Armée (BEL)              | 95e                             |
| 242                             | Laurens De Vreese (BEL)         | AB                              |
| 243                             | Sander Helven (BEL)             | AB                              |
| 244                             | Pieter Jacobs (BEL)             | 58e                             |
| 245                             | Eliot Lietaer (BEL)             | AB                              |
| 246                             | Jarl Salomein (BEL)             | AB                              |
| 247                             | Sven Vandousselaere (BEL)       | AB                              |
| 248                             | Arthur Vanoverberghe (BEL)      | AB                              |